# Kościół św. Katarzyny Aleksandryjskiej w Mnichowicach
Kościół świętej Katarzyny Aleksandryjskiej w Mnichowicach – rzymskokatolicki kościół filialny należący do parafii św. Anny w Bralinie (dekanat Bralin diecezji kaliskiej).

## Historia i architektura
Jest to budowla wzniesiona w stylu klasycystycznym w 1802 roku, murowana, jednoprzestrzenna, posiada masywną wieżę od strony północnej i obszerne prezbiterium zamknięte półkoliście. Znajduje się w centrum wsi i otoczona jest cmentarzem przykościelnym. 
Integralną częścią wyposażenia świątyni są 22 obiekty. Zabytkami ruchomymi są głównie barokowe i klasycystyczne dzieła snycerki, rzeźby, malarstwa i sztuki użytkowej z XVIII i XIX wieku. 
Kościół znajduje się w zadowalającym stanie technicznym, jest użytkowany, nie ma poważnych zagrożeń natury konstrukcyjnej. 
Zachowane elementy wyposażenia znajdują się w stanie zadowalającym albo dobrym. Ołtarze, ambona, chrzcielnica, rzeźby i prospekt organowy pokrywają wtórne malatury. Najpilniejszej interwencji konserwatorskiej potrzebuje obraz Ukrzyżowania z powodu licznych odprysków warstwy malarskiej oraz gruntownie przemalowany obraz ołtarzowy św. Jana Nepomucena.
Organy wybudował w 1803 roku Franciszek Majewski z Rychtala. W 1882 r. remont połączony z dobudowaniem 2-głosowego pedału wykonała firma Jana Spiegla.